# ريد ميلر (موسيقي)
ريد ميلر (بالإنجليزية: Red Miller)‏ هو موسيقي أمريكي، ولد في 5 مايو 1914، وتوفي في 13 أكتوبر 1987.